# Tavannes
Tavannes este o comunitate politică în districtul Jura bernois, cantonul Berna, Elveția. "Dachsfelden" numele german  al localității este tot mai rar folosit.

## Date geografice
Tavannes se află la altitudinea de 754 m deasupra n.m. ocupă o suprafață de 	14.65 km² și avea în 2009, 3.472 loc. Localitatea se află pe cursul lui Birs la 10 km nord-vest de Biel/Bienne. 

## Evoluția numărului populației
| Populație | Populație     |
| Anul      | Nr. locuitori |
| --------- | ------------- |
| 1850      | 672           |
| 1900      | 1591          |
| 1910      | 2655          |
| 1930      | 3355          |
| 1950      | 3650          |
| 1960      | 3939          |
| 1970      | 3869          |
| 1980      | 3336          |
| 1990      | 3188          |
| 2000      | 3373          |